# Dhaku
Dhaku (nep. धकु) – gaun wikas samiti w zachodniej części Nepalu w strefie Seti w dystrykcie Achham. Według nepalskiego spisu powszechnego z 2011 roku liczył on 356 gospodarstw domowych i 1801 mieszkańców (968 kobiet i 833 mężczyzn).